# Предел функции
| {\displaystyle x} | {\displaystyle {\frac {\sin x}{x}}} |
| ----------------- | ----------------------------------- |
| 1                 | 0,841471                            |
| 0,1               | 0,998334                            |
| 0,01              | 0,999983                            |

Хотя функция {\displaystyle {\frac {\sin x}{x}}} в нуле не определена, однако когда {\displaystyle x} приближается к нулю, её значение становится сколь угодно близко к 1. Иными словами, предел функции в нуле равен 1.

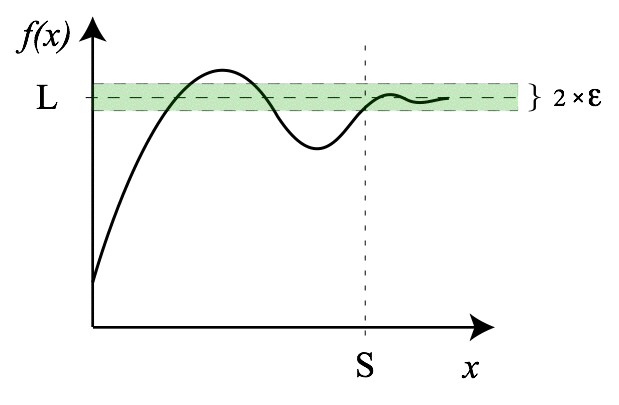
График функции, предел которой при аргументе, стремящемся к бесконечности, равен.

Преде́лом фу́нкции (предельным значением функции) в точке, предельной для области определения функции, называется такая величина, к которой стремится значение рассматриваемой функции при стремлении её аргумента к данной точке. Одно из основных понятий математического анализа.
Предел функции является обобщением понятия предела последовательности. Изначально под пределом функции {\displaystyle f(x)} в точке {\displaystyle x} понимали предел последовательности значений функции: {\displaystyle f(x_{1}),f(x_{2}),f(x_{3}),\dots }, соответствующих последовательности элементов области определения функции {\displaystyle x_{1},x_{2},x_{3}\dots }, сходящейся к точке {\displaystyle x}. Если такой предел существует, то говорят, что функция сходится к указанному значению, иначе говорят, что функция расходится.
Наиболее часто определение предела функции формулируют на языке окрестностей. То, что предел функции рассматривается только в точках, предельных для области определения функции, означает, что в любой окрестности данной точки существуют точки области определения. Это позволяет говорить о стремлении аргумента функции к данной точке. При этом предельная точка области определения не обязана принадлежать самой области определения: например, можно рассматривать предел функции на концах открытого интервала, на котором определена функция (сами концы интервала в область определения не входят).
В общем случае необходимо конкретно указывать способ сходимости функции, для чего вводят так называемую базу подмножеств области определения функции, и тогда определение предела функции формулируют по (заданной) базе. В этом смысле система проколотых окрестностей данной точки — частный случай такой базы множеств.
Также благодаря рассмотрению расширенной вещественной прямой (на которой базу окрестностей можно построить и для бесконечно удалённой точки) можно определить такие понятия, как предел функции при стремлении аргумента к бесконечности, а также стремление самой функции к бесконечности. Предел последовательности (как предел функции натурального аргумента) как раз представляет собой пример сходимости по базе «стремление аргумента к бесконечности».
Отсутствие предела функции в точке означает, что для любого заданного значения области значений можно подобрать такую окрестность этого значения, что в любой сколь угодно малой окрестности точки, в которой функция принимает заданное значение, существуют точки, значение функции в которых окажется за пределами указанной окрестности.
Если в некоторой точке области определения функции существует предел и этот предел равен значению функции в данной точке, то функция называется непрерывной в данной точке.

## Определения
Рассмотрим функцию {\displaystyle f(x)} и точку стремления {\displaystyle x_{0},} являющуюся предельной точкой для области определения {\displaystyle f,} но не обязанную ей принадлежать. Существуют несколько равносильных определений предела функции — среди них есть сформулированные Гейне и Коши.

### Предел функции по Гейне
Значение {\displaystyle A} называется пределом (предельным значением) функции {\displaystyle f(x)} в точке {\displaystyle x_{0},} если для любой последовательности точек {\displaystyle \left\{x_{n}\right\}_{n=1}^{\infty }}, сходящейся к {\displaystyle x_{0}}, но не содержащей {\displaystyle x_{0}} в качестве одного из своих элементов (то есть в проколотой окрестности {\displaystyle x_{0}}), последовательность значений функции {\displaystyle \{f(x_{n})\}_{n=1}^{\infty }} сходится к {\displaystyle A}.

### Предел функции по Коши
Значение {\displaystyle A} называется пределом (предельным значением) функции {\displaystyle f(x)} в точке {\displaystyle x_{0},} если для любого положительного числа {\displaystyle \varepsilon } можно подобрать соответствующее ему положительное число {\displaystyle \delta =\delta (\varepsilon )} такое, что для всех аргументов {\displaystyle x}, удовлетворяющих условию {\displaystyle 0<\left|x-x_{0}\right|<\delta ,} выполняется неравенство: {\displaystyle 0\leqslant |f(x)-A|<\varepsilon ,} то есть {\displaystyle |f(x)-A|<\varepsilon }.
{\displaystyle \lim _{x\to x_{0}}f(x)=A\Leftrightarrow {\Big [}\forall \varepsilon >0~\exists \delta =\delta {\big (}\varepsilon )>0~\forall x~(0<|x-x_{0}|<\delta {\big )}\Rightarrow {\big (}|f(x)-A|<\varepsilon {\big )}{\Big ]},}
где:
- {\displaystyle \forall } — квантор всеобщности;
- {\displaystyle \exists } — квантор существования;
- {\displaystyle \Rightarrow } — импликация.

### Окрестностное определение предела по Коши
Значение {\displaystyle A} называется пределом (предельным значением) функции {\displaystyle f(x)} в точке {\displaystyle x_{0},} если для любой окрестности {\displaystyle O(A)} точки {\displaystyle A} существует проколотая окрестность {\displaystyle {\dot {O}}(x_{0})} точки {\displaystyle x_{0}} такая, что образ этой окрестности {\displaystyle f{\big (}{\dot {O}}(x_{0}){\big )}} лежит в {\displaystyle O(A)}. Фундаментальное обоснование данного определения предела можно найти в статье «Предел вдоль фильтра».
{\displaystyle \lim _{x\to x_{0}}f(x)=A\Leftrightarrow {\big [}\forall O(A)~\exists {\dot {O}}(x_{0})~f{\big (}{\dot {O}}(x_{0}){\big )}\subseteq O(A){\big ]}.}

### Предел по базе множеств
Наиболее общим определением является определение предела функции по базе (по базису фильтра, по фильтру).
Пусть {\displaystyle {\mathcal {B}}} — некоторая база подмножеств области определения. Тогда
- число {\displaystyle A} называется пределом функции по (при) базе {\displaystyle {\mathcal {B}}}, если для всякого {\displaystyle \varepsilon >0} найдётся такой элемент {\displaystyle B} базы, что для любого {\displaystyle x\in B} выполнено {\displaystyle |f(x)-A|<\varepsilon }.

Если {\displaystyle a} — предельная точка множества {\displaystyle E}, то это означает, что каждая проколотая окрестность точки в множестве {\displaystyle E} не пуста, а значит, существует база проколотых окрестностей в точке {\displaystyle a}. Эта база имеет специальное обозначение «{\displaystyle x\to a,x\in E}» и читается «при {\displaystyle x}, стремящемся к {\displaystyle a} по множеству {\displaystyle E}». Если область определения функции {\displaystyle f} совпадает с {\displaystyle \mathbb {R} }, то значок множества опускается, тогда база обозначается совсем просто «{\displaystyle x\to a}» и читается «при {\displaystyle x}, стремящемся к {\displaystyle a}».
При рассмотрении только числовых функций вещественного переменного также рассматриваются и базы односторонних окрестностей. Для этого рассматриваются два множества:
- {\displaystyle E_{a}^{-}=E\cap \mathbb {R} _{a}^{-}}, где {\displaystyle \mathbb {R} _{a}^{-}=\{x\in \mathbb {R} \colon x<a\}};
- {\displaystyle E_{a}^{+}=E\cap \mathbb {R} _{a}^{+}}, где {\displaystyle \mathbb {R} _{a}^{+}=\{x\in \mathbb {R} \colon x>a\}}.

Соответственно этому вводятся две базы:
- «{\displaystyle x\to a,x\in E_{a}^{-}}», которая коротко обозначается в виде «{\displaystyle x\to a-,x\in E}» или ещё проще «{\displaystyle x\to a-}»;
- «{\displaystyle x\to a,x\in E_{a}^{+}}», которая коротко обозначается в виде «{\displaystyle x\to a+,x\in E}» или ещё проще «{\displaystyle x\to a+}».

### Эквивалентность определений
Все данные выше определения предела функции в точке эквивалентны. Для доказательства этого необходимо и достаточно принять счётную аксиому выбора. Однако в иных формальных системах, например в конструктивной математике, эквивалентность опровергается на примерах.

## Вариации и обобщения

### Односторонний предел
Односторонний предел числовой функции в точке — это специфический предел, подразумевающий, что аргумент функции приближается к указанной точке с определённой стороны (слева или справа). Числовая функция вещественной переменной имеет предел в точке тогда и только тогда, когда она имеет в этой точке совпадающие левый и правый пределы.

### Предел вдоль фильтра
Предел функции вдоль фильтра — это обобщение понятия предела на случай произвольной области определения функции. Задавая частные случаи области определения и базиса фильтра на ней, можно получить многие приведённые в этой статье определения пределов.

### Пределы на бесконечности
Предел функции на бесконечности описывает поведение значений функции, когда по модулю её аргумент становится бесконечно большим. Существуют различные определения таких пределов, но они эквивалентны между собой.

#### Предел на бесконечности по Гейне
- Пусть числовая функция {\displaystyle f(x)} задана на множестве {\displaystyle X}, в котором может находиться сколь угодно большой элемент, то есть для всякого положительного {\displaystyle \delta } найдётся элемент множества {\displaystyle X,} лежащий за границами отрезка {\displaystyle \left[-\delta ,+\delta \right]}. В этом случае число {\displaystyle A} называется пределом функции {\displaystyle f(x)} на бесконечности, если для всякой последовательности точек {\displaystyle \{x_{n}\}_{n=1}^{\infty },} которая начиная с некоторого номера n будет по модулю неограниченно расти, соответствующая последовательность частных значений функции в этих точках {\displaystyle \{f(x_{n})\}_{n=1}^{\infty }} сходится к числу {\displaystyle A.}
{\displaystyle \lim _{x\to \infty }f(x)=A\Leftrightarrow \forall \{x_{n}\}_{n=1}^{\infty }{\Big (}{\lim _{n\to \infty }}x_{n}=\infty \Rightarrow \lim _{n\to \infty }f(x_{n})=A{\Big )}.}
- Пусть числовая функция {\displaystyle f(x)} задана на множестве {\displaystyle X}, в котором для любого числа {\displaystyle \delta } найдётся элемент, лежащий правее него. В этом случае число {\displaystyle A} называется пределом функции {\displaystyle f(x)} на плюс бесконечности, если для всякой последовательности точек {\displaystyle \left\{x_{n}\right\}_{n=1}^{\infty },} которая начиная с некоторого номера n будет неограниченно расти в положительную сторону, соответствующая последовательность частных значений функции в этих точках {\displaystyle \{f(x_{n})\}_{n=1}^{\infty }} сходится к числу {\displaystyle A}.
{\displaystyle \lim _{x\to +\infty }f(x)=A\Leftrightarrow \forall \{x_{n}\}_{n=1}^{\infty }(\exists k\in \mathbb {N} ~\forall l\in \mathbb {N} ~l>k\Rightarrow x_{l}>0)\land {\Big (}{\lim _{n\to \infty }}x_{n}=\infty \Rightarrow \lim _{n\to \infty }f(x_{n})=A{\Big )},}
где {\displaystyle \land } — конъюнкция.
- Пусть числовая функция {\displaystyle f\left(x\right)} задана на множестве {\displaystyle X}, в котором для любого числа {\displaystyle \delta } найдётся элемент, лежащий левее него. В этом случае число {\displaystyle A} называется пределом функции {\displaystyle f\left(x\right)} на минус бесконечности только при условии, что для всякой бесконечно большой последовательности отрицательных точек {\displaystyle \left\{x_{n}\right\}_{n=1}^{\infty }} соответствующая последовательность частных значений функции в этих точках {\displaystyle \left\{f\left(x_{n}\right)\right\}_{n=1}^{\infty }} сходится к числу {\displaystyle A}.
{\displaystyle \lim _{x\to -\infty }f(x)=A\Leftrightarrow \forall \{x_{n}\}_{n=1}^{\infty }(\exists k\in \mathbb {N} ~\forall l\in \mathbb {N} ~l>k\Rightarrow x_{l}<0)\land {\Big (}{\lim _{n\to \infty }}x_{n}=\infty \Rightarrow \lim _{n\to \infty }f(x_{n})=A{\Big )}.}

#### Предел на бесконечности по Коши
- Пусть числовая функция {\displaystyle f(x)} задана на множестве {\displaystyle X}, в котором найдётся сколь угодно большой элемент, то есть для всякого положительного {\displaystyle \delta } в нём найдётся элемент, лежащий за границами отрезка {\displaystyle [-\delta ,+\delta ]}. В этом случае число {\displaystyle A} называется пределом функции {\displaystyle f(x)} на бесконечности, если для произвольного положительного числа {\displaystyle \varepsilon } отыщется отвечающее ему положительное число {\displaystyle \delta } такое, что для всех точек, превышающих {\displaystyle \delta } по абсолютному значению, справедливо неравенство {\displaystyle |f(x)-A|<\varepsilon }.
{\displaystyle \lim _{x\to \infty }f(x)=A\Leftrightarrow \forall \varepsilon >0~\exists \delta =\delta (\varepsilon )>0~\forall x\in X~|x|>\delta \Rightarrow |f(x)-A|<\varepsilon .}
- Пусть числовая функция {\displaystyle f(x)} задана на множестве {\displaystyle X}, в котором для любого числа {\displaystyle \delta } найдётся элемент, лежащий правее него. В этом случае число {\displaystyle A} называется пределом функции {\displaystyle f(x)} на плюс бесконечности, если для произвольного положительного числа {\displaystyle \varepsilon } найдётся отвечающее ему положительное число {\displaystyle \delta } такое, что для всех точек, лежащих правее {\displaystyle \delta }, справедливо неравенство {\displaystyle |f(x)-A|<\varepsilon }.
{\displaystyle \lim _{x\to +\infty }f(x)=A\Leftrightarrow \forall \varepsilon >0~\exists \delta =\delta (\varepsilon )>0~\forall x\in X~x>\delta \Rightarrow |f(x)-A|<\varepsilon .}
- Пусть числовая функция {\displaystyle f\left(x\right)} задана на множестве {\displaystyle X}, в котором для любого числа {\displaystyle \delta } найдётся элемент, лежащий левее него. В этом случае число {\displaystyle A} называется пределом функции {\displaystyle f\left(x\right)} на минус бесконечности, если для произвольного положительного числа {\displaystyle \varepsilon } найдётся отвечающее ему положительное число {\displaystyle \delta } такое, что для всех точек, лежащих левее {\displaystyle \left(-\delta \right)}, справедливо неравенство {\displaystyle \left|f\left(x\right)-A\right|<\varepsilon }.
{\displaystyle \lim _{x\to -\infty }f(x)=A\Leftrightarrow \forall \varepsilon >0~\exists \delta =\delta (\varepsilon )>0~\forall x\in X~x<-\delta \Rightarrow |f(x)-A|<\varepsilon .}

#### Окрестностное определение по Коши
Пусть функция {\displaystyle f(x)} определена на множестве {\displaystyle X}, имеющем элементы вне любой окрестности нуля. В этом случае точка {\displaystyle A} называется пределом функции {\displaystyle f(x)} на бесконечности, если для любой её малой окрестности найдётся такая достаточно большая окрестность нуля, что все значения функции в точках, лежащих вне этой окрестности нуля, попадают в эту окрестность точки {\displaystyle A}.
{\displaystyle \lim _{x\to \infty }f(x)=A\Leftrightarrow \forall O(A)~\exists O(0)~f{\big (}X\setminus O(0){\big )}\subseteq O(A)}

### Частичный предел
Для функции, как и для последовательности, можно ввести понятие частичного предела. Число {\displaystyle l} называется частичным пределом функции {\displaystyle f(x)} в точке {\displaystyle x_{0},} если существует такая бесконечная подпоследовательность последовательности {\displaystyle x_{n}\to x_{0},x_{n}\neq x_{0},} «проходя» по которой с неограниченным увеличением номера функция {\displaystyle f(x)} стремится к {\displaystyle l.} Наибольший из частичных пределов называется верхним пределом функции {\displaystyle f(x)} в точке {\displaystyle x_{0}} и обозначается {\displaystyle \varlimsup _{x_{n}\to x_{0}}f(x),} наименьший из частичных пределов называется нижним пределом функции {\displaystyle f(x)} в точке {\displaystyle x_{0}} и обозначается {\displaystyle \varliminf _{x_{n}\to x_{0}}f(x).} Для существования предела функции в точке {\displaystyle x_{0}} необходимо и достаточно, чтобы {\displaystyle \varliminf _{x_{n}\to x_{0}}f(x)=\varlimsup _{x_{n}\to x_{0}}f(x)}.

## Обозначения
Если в точке {\displaystyle x_{0}} у функции {\displaystyle f(x)} существует предел, равный {\displaystyle A}, то говорят, что функция {\displaystyle f(x)} стремится к {\displaystyle A} при стремлении {\displaystyle x} к {\displaystyle x_{0}}, и пишут одним из следующих способов:
- {\displaystyle \lim _{x\to x_{0}}f(x)=A;}
- или {\displaystyle f(x)~{\xrightarrow[{x\to x_{0}}]{}}A.}

Если у функции {\displaystyle f(x)} существует предел на бесконечности, равный {\displaystyle A}, то говорят, что функция {\displaystyle f(x)} стремится к {\displaystyle A} при стремлении {\displaystyle x} к бесконечности, и пишут одним из следующих способов:
- {\displaystyle \lim _{x\to \infty }f\left(x\right)=A;}
- или {\displaystyle f(x)~{\xrightarrow[{x\to \infty }]{}}A.}

Если у функции {\displaystyle f(x)} существует предел на плюс бесконечности, равный {\displaystyle A}, то говорят, что функция {\displaystyle f(x)} стремится к {\displaystyle A} при стремлении {\displaystyle x} к плюс бесконечности, и пишут одним из следующих способов:
- {\displaystyle \lim _{x\to +\infty }f(x)=A;}
- или {\displaystyle f(x)~{\xrightarrow[{x\to +\infty }]{}}A.}

Если у функции {\displaystyle f(x)} существует предел на минус бесконечности, равный {\displaystyle A}, то говорят, что функция {\displaystyle f(x)} стремится к {\displaystyle A} при стремлении {\displaystyle x} к минус бесконечности, и пишут одним из следующих способов:
- {\displaystyle \lim _{x\to -\infty }f(x)=A;}
- или {\displaystyle f(x)~{\xrightarrow[{x\to -\infty }]{}}A.}

## Свойства пределов числовых функций
Пусть даны числовые функции {\displaystyle f,g\colon M\subseteq \mathbb {R} \to \mathbb {R} } и точка стремления {\displaystyle a\in M'.}[прояснить]
- Одна и та же функция в одной и той же точке может иметь только один предел.
{\displaystyle \left(\lim _{x\to a}f(x)=A_{1}\right)\land \left(\lim _{x\to a}f(x)=A_{2}\right)\Rightarrow (A_{1}=A_{2})}

{\displaystyle \blacktriangleleft }    Доказательство методом от противного. Пусть существует {\displaystyle \lim \limits _{x\to a}f(x)=A_{1}} и {\displaystyle \lim \limits _{x\to a}f(x)=A_{2}} и {\displaystyle A_{1}\not =A_{2}}.
Предположим {\displaystyle A_{1}<A_{2}}. Возьмём {\displaystyle \varepsilon ={\frac {A_{2}-A_{1}}{2}}>0} и запишем определения:
{\displaystyle \lim \limits _{x\to a}f(x)=A_{1}\Rightarrow \exists \delta _{1}=\delta _{1}(\varepsilon )>0\;\forall x\in {\dot {U}}_{\delta _{1}}(a)\cap M\Rightarrow |f(x)-A_{1}|<\varepsilon }.
{\displaystyle \lim \limits _{x\to a}f(x)=A_{2}\Rightarrow \exists \delta _{2}=\delta _{2}(\varepsilon )>0\;\forall x\in {\dot {U}}_{\delta _{2}}(a)\cap M\Rightarrow |f(x)-A_{2}|<\varepsilon }.
Пускай {\displaystyle \delta =\min(\delta _{1},\delta _{2})>0}, тогда {\displaystyle \forall x\in {\dot {U}}_{\delta }(a)\cap M} : {\displaystyle |f(x)-A_{1}|<\varepsilon } и {\displaystyle |f(x)-A_{2}|<\varepsilon }
но тогда {\displaystyle |A_{2}-A_{1}|=|(A_{2}-f(x))+(f(x)-A_{1})|\leq |A_{2}-f(x)|+|f(x)-A_{1}|<2\varepsilon =A_{2}-A_{1}}
то есть {\displaystyle |A_{2}-A_{1}|<A_{2}-A_{1}\Rightarrow }    Противоречие. Значит предел единственный.   {\displaystyle \blacktriangleright }
- Сходящаяся функция сохраняет знак только локально и никак иначе. Более общо́:
{\displaystyle \left(\lim \limits _{x\to a}f(x)=A\right)\wedge (A>B)\Rightarrow \left(\exists \epsilon >0~\forall x\in {\dot {U}}_{\epsilon }(a)\cap M~f(x)>B\right),}

где {\displaystyle {\dot {U}}_{\epsilon }(a)} — проколотая окрестность точки {\displaystyle a} радиуса {\displaystyle \epsilon .}
- В частности, функция, сходящаяся к положительному (отрицательному) пределу, остаётся положительной (отрицательной) в некоторой окрестности предельной точки:
{\displaystyle \left(\lim \limits _{x\to a}f(x)=A>0\right)\Rightarrow \left(\exists \varepsilon >0~\forall x\in {\dot {U}}_{\epsilon }(a)\cap M~f(x)>0\right).}
- Сходящаяся функция локально ограничена в окрестности предельной точки:
{\displaystyle \left(\lim \limits _{x\to a}f(x)=A\right)\Rightarrow \left(\exists \varepsilon >0~\exists K>0~\forall x\in {\dot {U}}_{\epsilon }(a)\cap M~|f(x)|\leqslant K\right).}
- Отделимость от нуля функций, имеющих предел, отличный от нуля.
{\displaystyle \exists \lim \limits _{x\to a}f(x)=A\neq 0\Rightarrow \exists \delta >0~\forall x\in {\dot {U}}_{\delta }(a)~|f(x)|\geqslant {\frac {A}{2}}.}
- Операция взятия предела сохраняет нестрогие неравенства.
{\displaystyle \left(\exists \varepsilon >0~\forall x\in {\dot {U}}_{\varepsilon }(a)~f(x)\leqslant g(x)\right)\wedge \left(\lim \limits _{x\to a}f(x)=A\right)\wedge \left(\lim \limits _{x\to a}g(x)=B\right)\Rightarrow (A\leqslant B).}
  - Строгие неравенства при переходе к пределу могут не сохраниться. Пример: {\displaystyle f(x)=x^{2};\ g(x)=|x|.} В близкой окрестности нуля {\displaystyle f(x)<g(x),} но их пределы в нуле совпадают.
- Теорема о двух милиционерах.
- Правило Лопиталя: если {\displaystyle f(x),\,g(x)} — действительнозначные функции, дифференцируемые в проколотой окрестности {\displaystyle U} точки {\displaystyle a}, где {\displaystyle a} — действительное число или один из элементов {\displaystyle +\infty ,-\infty ,\infty }, причём
  1. {\displaystyle \lim _{x\to a}{f(x)}=\lim _{x\to a}{g(x)}=0} или {\displaystyle \infty };
  2. {\displaystyle g'(x)\neq 0} в {\displaystyle U};
  3. существует {\displaystyle \lim \limits _{x\to a}{\frac {f'(x)}{g'(x)}}};

тогда существует {\displaystyle \lim \limits _{x\to a}{\frac {f(x)}{g(x)}}=\lim \limits _{x\to a}{\frac {f'(x)}{g'(x)}}}.
- Предел суммы равен сумме пределов:
{\displaystyle \left(\lim \limits _{x\to a}f(x)=A\right)\wedge \left(\lim \limits _{x\to a}g(x)=B\right)\Rightarrow \left(\lim \limits _{x\to a}{\bigl [}f(x)+g(x){\bigr ]}=A+B\right);}
- Предел разности равен разности пределов:
{\displaystyle \left(\lim \limits _{x\to a}f(x)=A\right)\wedge \left(\lim \limits _{x\to a}g(x)=B\right)\Rightarrow \left(\lim \limits _{x\to a}{\bigl [}f(x)-g(x){\bigr ]}=A-B\right);}
- Предел произведения равен произведению пределов:
{\displaystyle \left(\lim \limits _{x\to a}f(x)=A\right)\wedge \left(\lim \limits _{x\to a}g(x)=B\right)\Rightarrow \left(\lim \limits _{x\to a}{\bigl [}f(x)\cdot g(x){\bigr ]}=A\cdot B\right);}
- Предел частного равен частному пределов:
{\displaystyle \left(\lim \limits _{x\to a}f(x)=A\right)\wedge \left(\lim \limits _{x\to a}g(x)=B\neq 0\right)\Rightarrow \left(\lim \limits _{x\to a}\left[{\frac {f(x)}{g(x)}}\right]={\frac {A}{B}}\right);}
- Предел композиции:
{\displaystyle \lim _{x\to a}f(x)=A,\;\lim _{y\to A}g(y)=B\;\Rightarrow \;\lim _{x\to a}g\left(f(x)\right)=B.}

## Примеры
- Константная функция имеет предел в любой точке, в которой определена. Он равен самой константе.
{\displaystyle \forall x_{0}\in \mathbb {R} \lim _{x\to x_{0}}c=c.}
- Тождественная функция в любой точке, в которой определена, имеет предел, равный этой точке.
{\displaystyle \forall x_{0}\in \mathbb {R} \lim _{x\to x_{0}}{\text{id }}x=\lim _{x\to x_{0}}x=x_{0}.}
- Функция Дирихле не имеет предела ни в какой точке числовой прямой.
{\displaystyle \forall x_{0}\in \mathbb {R} ~\not \exists \lim _{x\to x_{0}}D\left(x\right).}
- Функция Римана не имеет предела только в рациональных точках.
{\displaystyle x_{0}\in \mathbb {Q} \Leftrightarrow \not \exists \lim _{x\to x_{0}}R\left(x\right)=0.}
- Функция {\displaystyle 1/x} имеет предел на бесконечности, равный нулю.
{\displaystyle \lim _{x\to +\infty }{\frac {1}{x}}=\lim _{x\to -\infty }{\frac {1}{x}}=\lim _{x\to \infty }{\frac {1}{x}}=0.}
- Функция арктангенс имеет на плюс и минус бесконечности пределы плюс и минус пи пополам соответственно и, следовательно, не имеет предела на бесконечности.
{\displaystyle \lim _{x\to +\infty }\operatorname {arctg} ~x=+{\frac {\pi }{2}},}
{\displaystyle \lim _{x\to -\infty }\operatorname {arctg} ~x=-{\frac {\pi }{2}},}
{\displaystyle \not \exists \lim _{x\to \infty }\operatorname {arctg} ~x.}
- Для дзета-функции Римана существуют следующие пределы:[3]
{\displaystyle \lim _{n\to \infty }\zeta (n)=1}
{\displaystyle \lim _{n\to 0}(1-a^{-x})\zeta (1+x)=\ln(a)}